# Thelymitra cyanea
Thelymitra cyanea là một loài thực vật có hoa trong họ Lan. Loài này được (Lindl.) Benth. miêu tả khoa học đầu tiên năm 1873.